# Topias Taavitsainen
Topias Miikka Taavitsainen, Topson, född 14 april 1998, är en finsk professionell Dota 2-spelare. Han spelade för två okända lag under 2017-2018 och plockades upp av OG 2018 för att delta i The International 2018 som de senare vann. Topson stannade kvar i OG under lågsäsongen och OG bjöds in till The International 2019 som de senare vann.Topson är därför en av fem Dota 2-spelare som har vunnit två The International turneringar.

## Uppväxt
Topias Miikka Taavitsainen föddes i Haukipudas, Finland den 14 april 1998. Topias bröder introducerade Defense of the Ancients för honom när han var åtta år gammal. När Taavitsainen växte upp läste han till elektriker men hoppade av efter första året och bytte till kock-utbildningen istället.

## Karriär
Taavitsainen började sin professionella karriär inom Dota 2 2018 när han rekryterades till OG. Vid detta tillfället var Topias en oerfaren person inom den professionella scenen som inte tidigare bevisat sina talanger i någon större turnering. Detta betydde att Topias inte hade några poäng som kunde tillgodoräknas enligt Dota Pro Circuit. På grund av detta bjöds in OG in till The International 2018, utan var tvungna att kvala in genom de öppna kvalen.
Efter att ha lyckats kvala in till The International 2018 placerades OG i A-gruppen i gruppspelet och slutade på en fjärdeplats med resultatet 9–7 som resulterade i att OG placerades i den övre delen av huvudevenemangsturneringen. Därifrån vann OG alla sina matcher under turneringen och tog sig till finalen. OG mötte sedan PSG.LGD i finalen, som OG tidigare vunnit över i en bäst av fem serie i den övre delen. OG vann den första matchen men förlorade de nästa två matcherna. OG var i underläge och behövde vinna två matcher på raken för att vinna titeln. OG vann den fjärde matchen och den femte vilket  gav dem titeln och över 11 miljoner dollar, då 110 miljoner kronor, i prispengar.
OG och Taavitsainen stod som titelförsvarare vid The International 2019 och försvarade titeln i finalen mot Team Liquid efter resultatet 3–1.

## Spelstil
Före The International 2018 sågs Taavitsainen som en av Dota 2-scenens svagaste spelare för sin roll då han hade en begränsad mängd hjältar, konstiga strategiska val och en tendens att inte klara av sitt uppdrag som hans spelroll kräver under de första minuterna under matchens gång. Efter turneringen ändrades attityden och Topias ansågs vara en av världens bästa spelare då han hade kreativa lösningar som inte tidigare skådats inom den professionella scenen i Dota 2, något som styrktes ännu mer efter The International 2019.